# Theta Sagittarii
Theta Sagittarii är Bayerbeteckning för två stjärnor, Theta1 Sagittarii och Theta2 Sagittarii:
Theta1 Sagittarii ( θ1  Sagittarii, förkortat Theta1 Sgr,  θ1  Sgr) är en dubbelstjärna belägen i den sydöstra delen av stjärnbilden Skytten. Den har en skenbar magnitud på 4,37 och är synlig för blotta ögat. Baserat på parallaxmätning inom Hipparcosuppdraget på ca 6,3 mas, beräknas den befinna sig på ett avstånd av ca 520 ljusår (ca 159 parsek) från solen. På det beräknade avståndet minskar den skenbara magnituden med en skymningsfaktor på 0,24 beroende på interstellärt stoft.
Theta2 Sagittarii ( θ2  Sagittarii, förkortat Theta2 Sgr,  θ2  Sgr) är en ensam stjärna belägen i den sydöstra delen av stjärnbilden Skytten. Den har en skenbar magnitud på 5,30 och är svagt synlig för blotta ögat. Baserat på parallaxmätning inom Hipparcosuppdraget på ca 20,6 mas, beräknas den befinna sig på ett avstånd av ca 158 ljusår (ca 49 parsek) från solen.

## Egenskaper

### Theta1Sagittarii
Primärstjärnan i Theta1 Sagittarii är en blå underjättestjärna av spektralklass B3 IVp. Den har en massa som är ca 6,6 gånger större än solens massa och en radie som är ca 5,6 gånger så stor som solens. Den utsänder från dess fotosfär ca 2 270 gånger mera energi än solen vid en effektiv temperatur på ca 17 900 K. Den är en enkelsidig spektroskopisk dubbelstjärna med en omloppsperiod på endast 2,1 dygn i en cirkulär bana.

### Theta2Sagittarii
Theta2 Sagittarii är en blå till vit underjättestjärna av spektralklass A4/A5 IV. Den har en massa som är omkring dubbelt så stor solens massa och en radie som är ca 2,1 gånger så stor som solens. Den utsänder från dess fotosfär ca 14 gånger mera energi än solen vid en effektiv temperatur på ca 8 110 K. Den är en misstänkt Am-stjärna och kan visa fotometrisk variabilitet, åtminstone under en observationsperiod 1992.
Theta2 Sagittarii har ett par visuella följeslagare, som dock saknar fysiskt samband med denna. Komponent B är en stjärna av magnitud 11,3 med en vinkelseparation på 32,8 bågsekunder och en positionsvinkel på 165° år 2000. Komponent C befann sig år 1965 på en vinkelseparation på 1,5 bågsekunder och en positionsvinkel på 104° från komponent B.